# Фідровський Василь Михайлович
Васи́ль Миха́йлович Фідро́вський ( 1882, Балта сучасної Одеської області - 17 вересня 1937, Дніпропетровськ) - український радянський історик, у 1929-33 ректор Дніпропетровського інституту соціального виховання (університету), після усунення владою з директорства академіка Д. Яворницького - від 1933 директор Дніпропетровського історичного музею.

## З родини лікарів-революціонерів
Народився Василь у багатодітній родині лікаря Михайла Васильовича Фідровського (1853 року народження), дворянина Кобеляцького повіту Полтавської губернії. Батько був учасник народницького руху,  учасником студентських заворушень у Києві, у липні 1878 р. взяв діяльну участь у студентських безпорядках; виключений з університету і за розпорядженням київського генерал- губернатора засланий до Карелії, де він у Петрозаводську працював фельдшером земської лікарні. 
Але й там не припиняв революційної діяльності.
З рапорту петрозаводського поліцмейстера олонецькому губернаторові про учасників зборів на квартирі М. В. Фідровського
4 червня 1879   Секретно
"В даний час квартиру студента Михайла Фідровського, що перебуває під наглядом поліції в м. Петрозаводську, відвідують нерідко з місцевих петрозаводських жителів посадовець канцелярії Олонецького губернського акцизного управління Горлов, вихованець губернської семінарії Шишикторов, лісничий Баптиданов і такий, що перебуває піл наглядом поліції у Петрозаводську Сильчевський . Відвідували чиновник Приклонський , що вибув з Петрозаводська, який навчався в тутешній семінарії дворянин Горецький..."
Тільки 1881 року Михайло Фідровський нарешті отримав диплом лікаря. Згідно довідника 1890, батько працював міським і тюремним лікарем у Балті Подільської губ.

## Життєпис
1907 року син Василь Фідровський закінчив історико-філологічний факультет університету Святого Володимира в м. Києві.
Спочатку працював в учительському інституті в Юр'єві (Тарту). В роки Першої світової війни заклад було евакуйовано на південь України, Фідровський і інститут опинилися спочатку в Херсоні, потім у Миколаєві. 
В. М. Фідровський вже був член ВКП(б), тобто справжній ідейний комуніст, тож його 1921 року призначили першим ректором Педагогічного інституту (в ту пору Інститут народної освіти)  в Миколаєві. 
У 1926 році за його авторства і редакцією вийшов з друку краєзнавчий збірник «Миколаївщина», відтак побачили світ перша (1927) та друга (1930) книги наукових записок.
Фідровський очолював комісію для вивчення історії революційних подій у краї. До науково-дослідної роботи залучав молодих науковців та студентів. Створив і керував на громадських засадах Музеєм революції, при якому відкрили бібліотеку-читальню. Вийшли друком великі колективні розробки за редакції професора Фідровського «Сторінки боротьби», «1905 рік на Миколаївщині», «Жовтень на Миколаївщині», «Наваль у 1905 році», путівник по музею.
У 1929 році переведений на посаду ректора Дніпропетровського інституту соціального виховання, водночас викладав у Вищій сільськогосподарській школі, завідував кафедрою Дніпропетровського державного університету. У жовтні 1933 року, відразу після усунення Д. І. Яворницького з посади директора Дніпропетровського історичного музею, був назначений на його посаду.
В часі масових комуністичних репресій 3 липня 1937 року заарештований, пізніше заслали до спецтабору його дружину. За міфічну належність до троцькістсько-зінов'євської терористичної організації на Дніпропетровщині (листувався 1927 року з Троцьким) його було засуджено 16 вересня 1937 року до розстрілу, 17 вересня вирок виконано.
27 липня 1957 року Військова колегія Верховного суду СРСР переглянула справу Фідровського і реабілітувала його через відсутність складу злочину.

## Родина
Дядько Василя Андрій Васильович Фідровський теж став лікарем. Нар. 1849. Студент Київського університету. За свідченням Арсенія Богославського, у другій половині 1870-х брав участь в українофільському гуртку, Закінчив університет зі званням лікаря 1880. Служив у 1890 старшим лікарем 15-ї Туркестанської лінійної батареї в повітовому місті Новому Маргелані Ферганської області (від 1924 - це узбецьке місто Фергана). У 1900-х - військовий лікар у Скерневицях Варшавської губернії. (За довідником "Деятели революцонного движения в России", 1931).